# Ejin Qi
Ejin Qi (chorągiew Ejin; chiń. 额济纳旗; pinyin: Éjìnà Qí) – chorągiew w północnych Chinach, w regionie autonomicznym Mongolia Wewnętrzna, w związku Alxa. W 1999 roku liczyła 16 159 mieszkańców.